# Bristol Blenheim

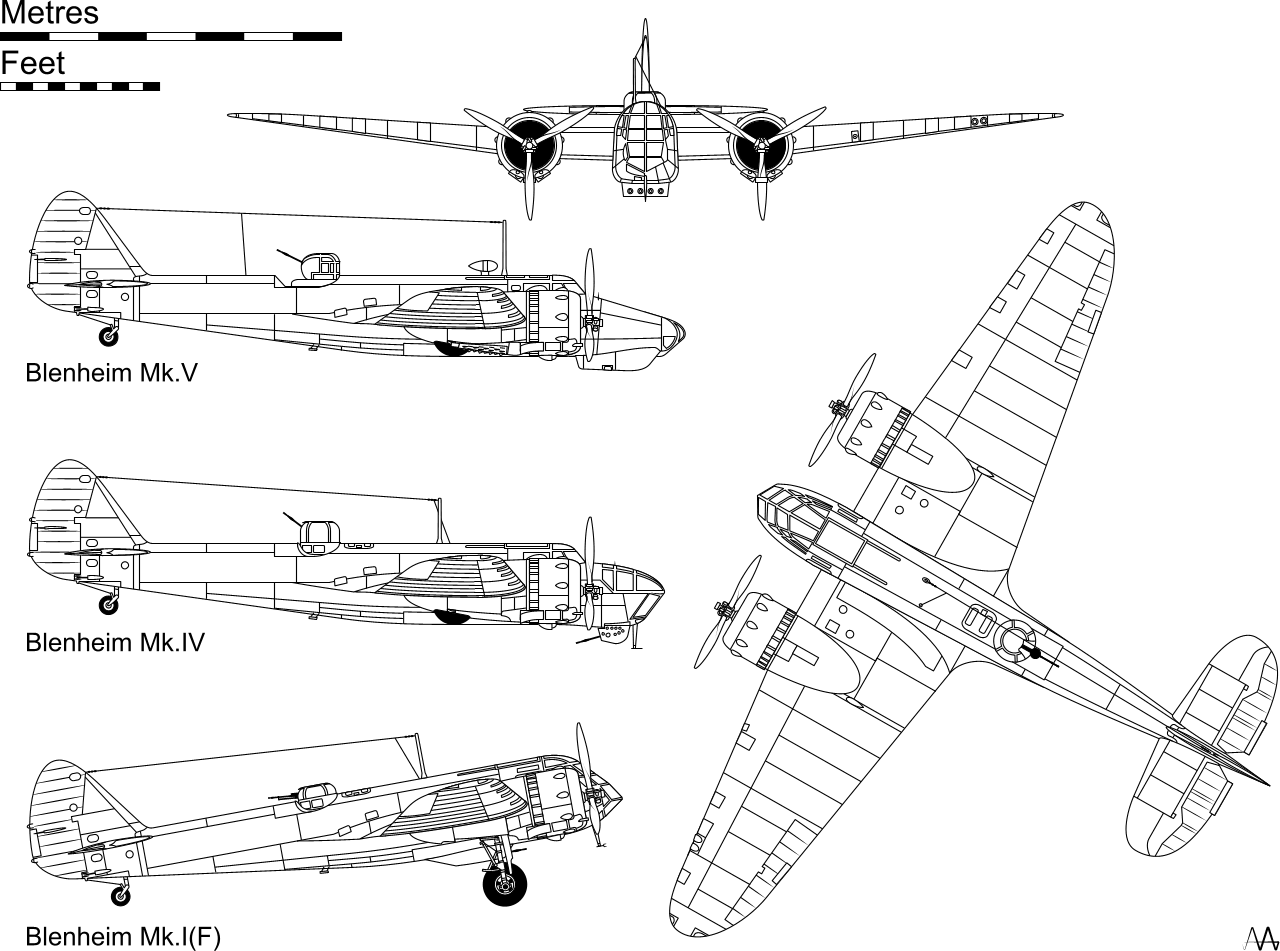
Bristol Blenheim.

Bristol Type 142M Blenheim var ett snabbt, lätt bombplan som användes i stor utsträckning i början av andra världskriget. Flygplanet tillverkades av Bristol Aeroplane Company och var det första brittiska flygplan som var helt byggt i metall och ett av de första som hade infällbara landställ, vingklaffar, elektriskt styrda kulsprutetorn och propellrar med variabla bladvinklar.

## Historia
Flygplanet började sin historia som ett civilt flygplan som utvecklades av Lord Rothermere, Daily Mails ägare. För att visa vad den brittiska flygindustrin kunde åstadkomma bad han dem leverera det snabbaste civila flygplanet i hela Europa. Det skulle kunna bära sex passagerare och två besättningsmedlemmar. Bristol svarade på förfrågan med sin Type 142 och när det flög under namnet Britain First år 1934 visade det sig vara snabbare än något annat jaktplan som det brittiska flygvapnet (RAF) hade vid denna tidpunkt.
Det brittiska flygministeriet var naturligtvis intresserade av detta flygplan för sina egna ändamål och sände snabbt ut en specifikation (B.28/35) för en bombflygplansvariant kallad 142M (M stod för "military"). De största förändringarna var att vingen flyttades upp lite från dess tidigare låga läge för att ge utrymme åt bomblasten. Flygplanet byggdes helt i metall och var utrustat med två Bristol Mercury VIII radialmotorer på 860 hk (640 kW) vardera. Besättningen uppgick till tre personer: pilot, navigatör/bombfällare och kulspruteskytt/radiooperatör – och den var bestyckad med en snabbskjutande framåtriktad 7,7 mm kulspruta i det vänstra vingfästet och en 7,7 mm kulspruta i ett halvt nedsänkbart kulsprutetorn som sköt bakåt. Den interna bomblasten kunde uppgå till 454 kg. 
Beställningarna på flygplanet gjordes redan när det enbart fanns som ritning. Den första produktionsmodellen, som var känd under namnet Bolingbroke, var den första och enda prototypen. Namnet ändrades sedan till Blenheim efter en historisk tysk ort där engelsmännen vunnit en förkrossande seger. Leveranserna påbörjades år 1937. Flygplanet visade sig vara en så framgångsrik konstruktion att det började licenstillverkas av ett antal länder, däribland Finland och Jugoslavien. Flera andra länder köpte flygplanet, däribland Rumänien, Grekland och Turkiet. I Storbritannien producerades sammanlagt 1 351 Blenheim Mk.I.
Efter att Frankrike föll mot Tyskland i juni 1940 bildades det fria franska flygvapnet vid RAF-basen Odiham under kodnamnet Groupe Mixte de Combat (GMC) 1. Förbandets utrustning bestod av en blandning av Blenheims och Westland Lysanders som fungerade som förbindelse- och observationsplan. Dessa for slutligen till Afrika där de kämpade mot de italienska och tyska styrkorna.
För att uppnå sin höga hastighet hade Blenheim en mycket liten flygkropp. Pilotutrymmet i nosens vänstra sida var så trångt att flygspaken skymde alla flyginstrument, medan motorinstrumenten skymde all sikt framåt vid landningar. De flesta sekundära instrumenten fanns på cockpitens vänstra sida medan andra viktiga instrument, såsom propellerns pitchkontroll, hade placerats bakom piloten så att denne fick justera dessa enbart efter känsla. Liksom hos de flesta brittiska flygplanen vid denna tidpunkt hölls bombluckorna stängda av gummiband och öppnades genom att bomberna lösgjordes och pressade upp luckorna med sin vikt. Eftersom det var svårt att bedöma hur lång tid denna procedur tog var träffsäkerheten tämligen medioker .
Konceptet med ett bombflygplan som var snabbare än de fientliga jaktflygplanen realiserades slutligen i och med att de Havilland Mosquito togs i bruk.
Det svenska flygvapnet beställde 1937 ett antal Blenheimplan och en svensk flygofficer fick i uppdrag att på plats i England flyga in sig på planet samt förbereda hemtagning och utbildning av svenska flygare. När andra världskriget närmade sig annullerade det brittiska krigsministeriet ordern och Sverige beställde i stället det italienska lätta bombplanet Caproni Ca.313 som i Sverige fick beteckningen B 16.

## Varianter

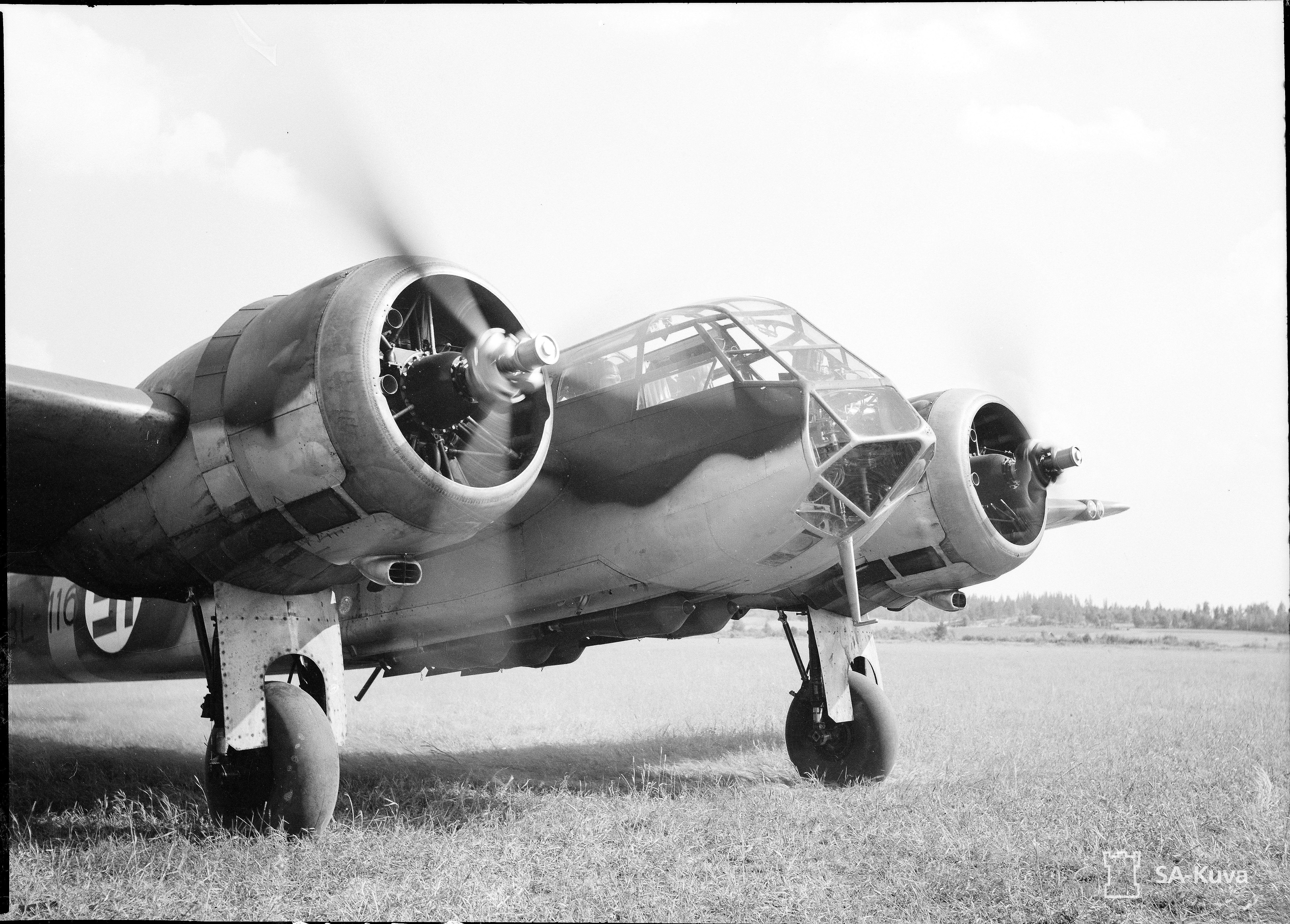
Finsk Valmet Blenheim med externt monterade bomber.

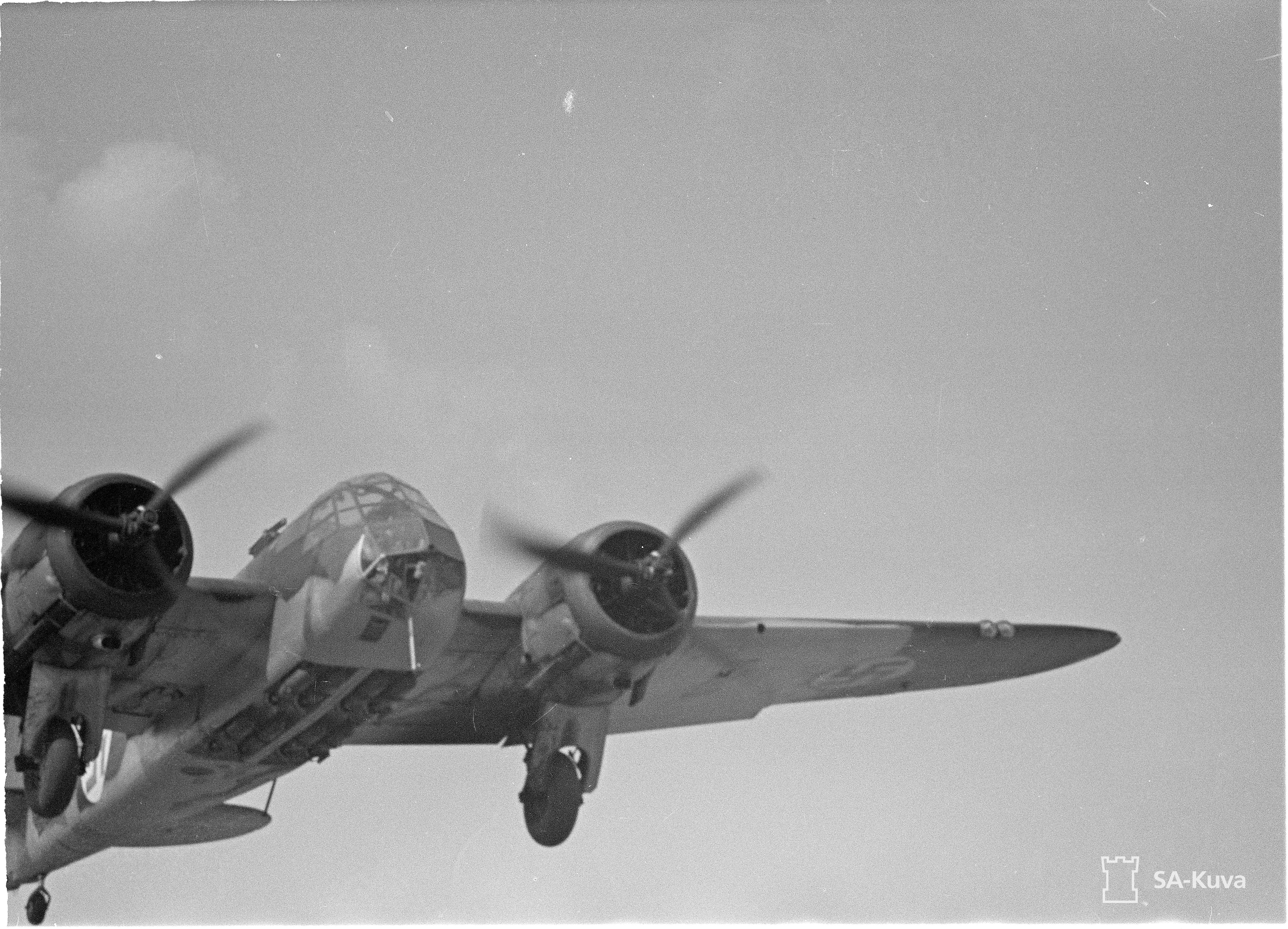
En Finsk Blenheim med den vanligaste uppsättningen bomber. 8 st 100 kg (250 lb).

Arbetet på spaningsvarianten Mk.II, med större bränslekapacitet (från 1 050 till 1 770 liter) och längre räckvidd påbörjades, men enbart ett exemplar färdigställdes. En annan modifierad variant, med förlängd nos för att ge bombfällaren mera utrymme, döptes till Mk.III. Detta krävde att nosen skulle få extra glasytor, för att ge piloten bättre sikt vid start och landning. Båda dessa modifikationer, tillsammans med tillförandet av en ny Mercury-motor med 905 hk (675 kW) och en andra kulspruta i det bakre tornet, resulterade i Blenheim Mk.IV. När flygplanet introducerades år 1939 var Mk.IV (Bristols egen benämning var Type 149) ett av de snabbaste bombplanen i världen. Enbart Dornier Do 215 var snabbare. 3 307 exemplar skulle komma att produceras.

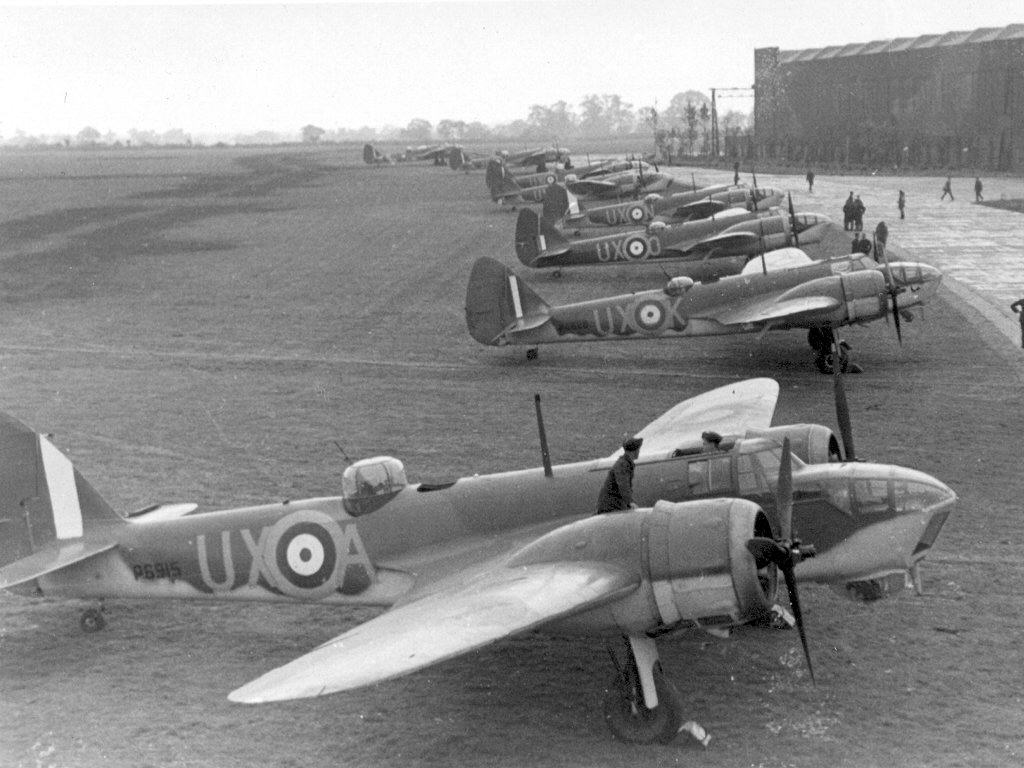
Bristol Blenheim Mk.IV

Den längre räckvidden uppfyllde även det kanadensiska behovet av ett patrullbombplan och Fairchild började producera Blenheim Mk.IV i Kanada under dess ursprungliga namn Bolingbroke. Efter att de tillverkat ett mindre antal Mk.I:or övergick Fairchild till att börja producera Bolingbroke Mk.IV med amerikanska instrument och utrustning. Dessa flygplan var även utrustade med defrosterutrustning och en jolle. Vissa av flygplanen tjänstgjorde som bombplan under kampanjen i Aleuterna, men de flesta av de 150 flygplanen tjänade i sin ursprungliga roll, som patrullbombplan över Atlanten. Ytterligare 450 tillverkades som skolflygplan under benämningen Mk.IVT som användes för att träna bombplansbesättningar i enlighet med samväldets skolflygningsplan. Totalt producerades 676 Bolingbrokeflygplan.
En annan modifikation var ett försök att skapa ett tungt jaktplan. Omkring 200 Blenheim byggdes om till Mk.IF-varianten, där de fick en bukkapsel som innehöll fyra 7,7 mm kulsprutor och vissa av dessa utrustades även med en Airborne Intercept (AI) Mk.III eller IV -radar, vilket gjorde flygplanet till det första brittiska radarutrustade jaktplanet. Flygegenskaperna för Mk.IF var ganska dåliga, men flygplanet fyllde nattjaktsrollen fram till dess att mera avancerade flygplan tagits fram. En radarutrustad Blenheim Mk.IF vann sin första seger under natten mellan den 2 och 3 juli 1940, när den sköt ner ett Dornier Do 17-bombplan. Omkring 60 Mk.IV:or utrustades även med liknande vapenkapslar under benämningen Mk.IVF. Dessa användes av det brittiska kustkommandot för att skydda konvojer mot tyska bombplan med lång räckvidd.
Den sista varianten var ett attackflygplan som hade en täckt nos som innehöll ytterligare fyra Browningkulsprutor. Flygplanet, som ursprungligen var känt som Bisley, döptes om under produktionen till Blenheim V. Förutom den nya noskonstruktionen hade flygplanet ytterligare förbättringar: det var utrustat med en förstärkt konstruktion, piloten var skyddad av pansar, nosvapnen kunde tas bort så att bombfällaren kunde få plats och det hade även en ny Mercurymotor med 950 hk (710 kW). Mk.V, eller Type 160 kom främst att användas i Fjärran östern.
Blenheims användes i många roller fram till omkring 1943. Vid denna tidpunkt kunde jaktbombplan bära med sig nästan samma bomblast och ändå färdas med högre hastigheter. De överlevande exemplaren överfördes till skolningsenheter. Bristols tänkta efterföljare till Blenheim, Bristol Buckingham, ansågs underlägsen medtävlaren Mosquito och såg aldrig strid.
Blenheim kom att bli föregångare till Bristol Beaufort och Bristol Beaufighter.
Finska Blenheim var annorlunda än den brittiska. Den hade kortare vingar, starkare landningsställ, större bombkapacitet och annan beväpning. I stället för ett internt bombrum fästes bomberna externt i gropar på magen av flygplanet. Bombkapaciteten låg mellan 526 och 972 kg men den vanligaste uppsättningen av bomber var 8 stycken 100 kilos (eller 250 lbs) bomber i två rader om fyra. men allt från 12 till 250 kilos bomber användes. Beväpningen skiljde sig primärt genom att finska Blenheim hade två stycken 7,7 mm kulsprutor riktade framåt i varsin vinge. I tornet hade man bara en 7,7 mm kulspruta. Finska MK.IV skiljde sig ännu mer från den brittiska. Den hade inget kulsprutetorn under nosen och aktertornet hade en lägre profil. Minst en finsk MK.IV ska även ha försetts med en 7,9 mm kulspruta. Man kunde även montera fast landningsställ med skidor.

## Användare
Australien, Finland, Frankrike, Grekland, Jugoslavien, Kanada, Kroatien, Nya Zeeland, Portugal, Rumänien, Storbritannien, Sydafrika och Turkiet var länder som använde planet.

### Användning i Finland
Finland beställde Bristol Blenheim Mk.I år 1936. År 1938 köpte landet även tillverkningslicensen för flygplanet. Den finländska statliga flygplansfabriken Valtion lentokonetehdas hann tillverka 15 flygplan före vinterkriget och sammanlagt tillverkades 55 Blenheim Mk.I i Finland. Under fortsättningskriget inköpte Finland tyskt krigsbyte från Jugoslavien och fick på så sätt mycket reservdelar till flygplanen.
Bristol byggde 18 Bristol Blenheim Mk.I för det finländska flygvapnet mellan åren 1937 och 1938. Dessa var ombyggda för att bära svensktillverkade bomber och kunde utrustas med skidor, dessutom tillfördes 12 stycken Mk.I år 1940 från brittiska RAF. Valtion Lentokonetehdas i Tammerfors byggde 45 Bristol Blenheim Mk.I på licens och typen flög under Vinter- och fortsättningskriget med flygflottiljerna 42, 44, 46 samt några andra enheter.
Tolv Bristol Blenheim Mk.IV som tjänat i RAF som gavs till Finland år 1940, därtill byggdes ytterligare tio på licens i Finland. Storbritannien kom att leverera sammanlagt 30 Mk.I och 12 Mk.IV till Finland. 
Finland hade totalt 97 Blenheimplan (75 Mk.I och 22 Mk.IV) av dessa kom hälften att förloras under bombuppdragen. Under vinterkriget utförde det finländska flygvapnet 423 bombuppdrag och under fortsättningskriget 3 000 bombuppdrag med Bristol Blenheim. Några få Blenheim användes som målbogseringsflygplan fram tills år 1958.
Museiflygplan i Finland
En Blenheim Mk.IV (BL-200) finns i lagret vid Mellersta Finlands flygmuseum, men är för närvarande inte till allmänhetens beskådande. Flygplanet har dock börjat restaureras år 2006.